# Opel 20/45 PS
L’Opel 20/45 PS est une voiture de la catégorie luxueuse construite par Adam Opel KG qu’en 1914 pour succéder au modèle 18/40 PS.

## Historique et technologie
La 20/45 PS était essentiellement la même que le modèle 18/40 PS précédent, mais elle avait un moteur plus gros et plus puissant.
Le moteur était un moteur quatre cylindres d’une cylindrée de 5 022 cm³. Il produisait 50 ch (37 kW) à 1 500 tr/min. Le moteur à commande latérale était refroidi par eau; Une pompe centrifuge assurait la circulation du liquide de refroidissement. La puissance du moteur était transmise à l’essieu arrière via un embrayage à cône en cuir, une boîte de vitesses manuelle à quatre vitesses et un arbre à cardan. La vitesse maximale de la voiture était de 80 km/h.
Les deux essieux rigides étaient suspendus au cadre, constitué de profilés en U en tôle en acier, par des ressorts à lames trois quarts elliptiques. Le frein de service agissait sur l’arbre à cardan. Le frein à main a été conçu comme un frein à tambours agissant sur les roues arrière.
Il y avait quatre styles de carrosserie, une voiture de tourisme à quatre places, une torpédo, une limousine Pullman quatre portes et un landaulet.
Fin 1914, la construction de la 20/45 PS est arrêtée. La successeur est le modèle 18/50 PS de 1916.